# Hrabstwo Nassau (Floryda)
Nassau – hrabstwo w stanie Floryda w USA. Siedzibą administracyjną jest Fernandina Beach, a największą miejscowością Yulee. Powierzchnia hrabstwa to 1880 km² (w tym 192 km² stanowią wody). 

## Miejscowości
- Callahan
- Fernandina Beach
- Hilliard

## CDP
- Nassau Village-Ratliff
- Yulee

## Sąsiednie hrabstwa
- Hrabstwo Camden w stanie Georgia – północ
- Hrabstwo Duval – południe/wschód
- Hrabstwo Baker – południowy zachód
- Hrabstwo Charlton w stanie Georgia – zachód

## Demografia
Według spisu z 2020 roku liczy 90,4 tys. mieszkańców, co oznacza wzrost o 23,2% w porównaniu z poprzednim spisem z roku 2010. Według danych pięcioletnich z 2021 roku 89,8% to biali (85,1% nie licząc Latynosów), 6,4% czarnoskórzy lub Afroamerykanie, 2% miało rasę mieszaną, 1,2% Azjaci i 0,5% to rdzenna ludność Ameryki. Latynosi stanowili 5,5% populacji hrabstwa.
Do największych grup należały osoby pochodzenia „amerykańskiego” (23,5%), angielskiego (11,9%), niemieckiego (11,1%), irlandzkiego (10,3%), afroamerykańskiego, włoskiego (4,5%) i szkockiego lub szkocko–irlandzkiego (4,2%).

## Religia
W 2020 roku największe denominacje pod względem członkostwa, to: Południowa Konwencja Baptystów (11,2 tys.), Kościół katolicki (9,2 tys.) i bezdenominacyjne zbory ewangelikalne (6,3 tys.). Inne grupy z ponad 1 tys. członków, to: zielonoświątkowcy, metodyści, inni baptyści, mormoni i prezbiterianie. 

## Polityka
Hrabstwo jest silnie republikańskie, gdzie w wyborach prezydenckich w 2020 roku, 72,4% głosów otrzymał Donald Trump i 26,5% przypadło dla Joe Bidena. 